# Frank Krake
Frank Krake (1968 Wierden, Nizozemsko) je nizozemský podnikatel a spisovatel. Začal psát o svém podnikání, později se stal autorem knih jiných námětů.

## Život a kariéra
Vystudoval marketingovou strategii na Rijksuniversiteit Groningen. Po ukončení studia začal v roce 1989 pracovat jako nákupčí ve společnosti Wehkamp ve Zwolle. V roce 1994 se stal obchodním ředitelem ve společnosti Unimeta BV, výrobce zahradního nábytku, která v roce 2005 zkrachovala. Později Krake založil firmu na zahradní nábytek Bukatchi, kterou v roce 2012 prodal. Začal pořádat přednášky a prezentace o zkušenostech v podnikání a o tomtéž vznikla v roce 2014 také jeho autobiografická kniha De rampondernemer. Během jedné své přednášky se setkal s Wimem Aloserijem, jehož životní příběh se stal námětem knihy De laatste getuige (Poslední svědek). Kniha vyšla v roce 2018 a byla přeložena do několika jazyků. Bestsellery se staly také jeho knihy Menthol (2016), Hannelore (2019) a Catharina (2025). Při psaní knihy Catharina čerpal materiály v Osvětimi, Westerborku a Terezíně.

## Česky vydané knihy
- Poslední svědek, 2024 (De laatste getuige, 2018)[7]